# Корольський Володимир Вікторович
Корольський Володимир Вікторович (нар. 18 березня 1944, Александрівка Донська, Павловський район, Воронезька область, РРФСР, СРСР) — радянський і український вчений-математик, педагог вищої школи, кандидат технічних наук, професор, професор кафедри математики та методики її навчання Криворізького державного педагогічного університету.

## Біографія
Народився 18 березня 1944 року в селищі Александрівка Донська в Воронезькій області. Протягом 1951—1961 років навчався в середній школі № 9 у місті Воронеж. У 1961—1963 роках навчався у Воронезькому державному університеті на механіко-математичному факультеті за спеціальністю «математик, математик-обчислювач».
У 1969—1971 роках командир відділення Криворізького загону повітряно-депресійних зйомок Міністерства чорної металургії СРСР, протягом 1971—1976 років — старший науковий співробітник лабораторії математичних методів досліджень у науково-дослідному інституті безпеки праці в гірничорудній промисловості в місті Кривий Ріг.
Протягом 1976—1978 років — асистент, старший викладач кафедри математичного аналізу Криворізького державного педагогічного інституту. У 1977—1988 роках декан факультету загальнотехнічних дисциплін КДПІ, 1978—1981 — доцент кафедри загальнотехнічних дисциплін, 1981—1991 — доцент кафедри математичного аналізу.
У 1989—2000 роках проректор із заочного навчання Криворізького державного педагогічного інституту, згодом — університету. У 1991—1996 роках професор кафедри трудового навчання КДПІ, у 1997—2011 — завідувач кафедри математики Криворізького державного педагогічного університету, 2000—2005 — декан фізико-математичного факультету, 2011—2019 — завідувач кафедри математики та методики її навчання.
З 2019 року — професор кафедри математики та методики її навчання.

## Наукова діяльність
У 1971—1974 роках — аспірант Інституту геотехнічної механіки АН УРСР в місті Дніпропетровськ.
У 1976 році захистив дисертацію на тему «Совершенствование и разработка методов сбора и расчета аэродинамических параметров вентиляционных сетей рудников, используемых при проектировании и управлении проветриванием с помощью ЭВМ» на здобуття вченого ступеня кандидата технічних наук у спеціалізованій раді Інституту геотехнічної механіки АН УРСР.
У 1983 році Корольському присвоєно вчене звання доцента кафедри математичного аналізу, у 1992 — звання професора кафедри загальнотехнічних дисциплін.

## Відзнаки та нагороди
- Нагрудний знак «Відмінник народної освіти УРСР» (1980);

- Почесна грамота Міністерства освіти УРСР (1984);

- Медаль «За трудову відзнаку» (1986);

- Почесне звання «Заслужений працівник освіти України» (1999);

- Відзнака «За заслуги перед містом» (Кривий Ріг; 2004);

- Відзнака «За розвиток регіону» (2009);

- Відзнака «За вагомий внесок у розвиток професійної освіти» (2009);
- Відзнака «За значні досягнення в науковій роботі та підготовці фахівців педагогічної освіти Дніпропетровської області» (2012).

## Публікації
Автор і співавтор близько 250 наукових праць, зокрема монографій, підручників, науково-методичних і навчально-методичних посібників, депонованих праць, наукових статей у фахових вітчизняних та зарубіжних виданнях; член редколегії авторитетних наукових видань; учасник міжнародних і всеукраїнських науково-практичних конференцій і семінарів з  проблем фундаментальних і прикладних наук, математичної освіти.

## Біобібліографія
- Володимир Вікторович Корольський: Docendo discimus (Навчаючи, навчаюся): (до ювілею професора, кандидата технічних наук, завідувача кафедри математики та методики її навчання Криворізького державного педагогічного університету, заслуженого працівника освіти України) : біобібліографічний покажчик / Бібліотека Криворізького державного педагогічного університету ; упоряд.: О. А. Дікунова, О. Б. Поліщук, Т. Г. Крамаренко ; бібліогр. ред. О. А. Дікунова ; за ред. Г. М. Віняр.  — Кривий Ріг, 2019. — 145 с. (Серія «Вчені-ювіляри Криворізького педагогічного». Вип. 6).